# Wilberforce Mulamba
Wilberforce Mulamba – kenijski piłkarz grający na pozycji ofensywnego pomocnika. W swojej karierze grał w reprezentacji Kenii.

## Kariera klubowa
Całą swoją karierę piłkarską Mulamba spędził w klubie AFC Leopards. Zadebiutował w nim w 1980 roku i grał w nim do 1991 roku. Wywalczył z nim sześć tytułów mistrza Kenii w sezonach 1980, 1981, 1982, 1986, 1988 i 1989.

## Kariera reprezentacyjna
W reprezentacji Kenii Mulamba zadebiutował w 1982 roku. W 1988 roku wystąpił w Pucharze Narodów Afryki 1988, w trzech grupowych meczach, z Nigerią (0:3), z Egiptem (0:3) i z Kamerunem (0:0). W kadrze narodowej grał do 1988 roku.